# Államok vezetőinek listája 132-ben
Ezen az oldalon az i. sz. 132-ben fennálló államok vezetőinek névsora olvasható földrészek, majd országok szerinti bontásban. 

## Európa
- Boszporoszi Királyság
  - Király: II. Kotüsz (123/124–132/133)
  - Király: Rhoimetalkész (132/133–153/154)

- Római Birodalom
  - Császár: Hadrianus (117–138) 
    - Consul: Gaius Iulius Serius Augurinus
    - Consul: Gaius Trebius Sergianus
    - Consul suffectus: Publius Sufenas Verus
    - Consul suffectus: Tiberius Claudius Atticus Herodes

  - Britannia provincia
    - Legatus: Sextus Iulius Severus (131–133)

## Ázsia
- Armenia
  - Király: I. Vologaészész (117–137)

- Harakéné
  - Király: Meredatész (131–150/151)

- Hsziungnuk
  - Sanjü: Hsziuli (128-142)

- Ibériai Királyság
  - Király: II. Pharaszmanész (116–132)
  - Király: Ghadam (Rhadamisztosz) (132–135)

- India
  - Anuradhapura
    - Király: Király: I. Gadzsabáhu (113 – 135)

  - Szátaváhana Birodalom
    - Király: II. Vasistiputra Pulumáji (130–158)

- Japán
  - Császár: Szeimu (131–191)

- Kína (Han-dinasztia)
  - Császár: Han Sun-ti (125-144)

- Korea
  - Pekcse
    - Király: Keru (128-166)

  - Kogurjo
    - Király: Thedzso (53–146)

  - Silla
    - Király: Csima (112–134)

  - Kumgvan Kaja
    - Király: Szuro (42–199?)

- Kusán Birodalom
  - Király: Vásziska (127–140)

- Oszroéné
  - Király: VII. Mánu (123–139)

- Pártus Birodalom
  - Nagykirály: III. Vologaészész (128–147)
  - Ellenkirály (csak keleten): V. Mithridatész (128–147)

## Afrika
- Római Birodalom
  - Aegyptus provincia
    - Praefectus: Titus Flavius Titianus (126–133)

- Kusita Királyság
  - Kusita uralkodók listája

## Fordítás
- Ez a szócikk részben vagy egészben  a   Liste der Staatsoberhäupter 132 című német Wikipédia-szócikk ezen változatának fordításán alapul.  Az eredeti cikk szerkesztőit annak laptörténete sorolja fel. Ez a jelzés csupán a megfogalmazás eredetét és a szerzői jogokat jelzi, nem szolgál a cikkben szereplő információk forrásmegjelöléseként.